# جون غونثر
جون غونثر (بالإنجليزية: Jon Guenther)‏ (1 أكتوبر 1968، إلينوي في الولايات المتحدة)؛ روائي أمريكي.